# الاكمة (الدلو)

تعديل مصدري - تعديل

الاكمة محلة تابعة لقرية الدلو، التابعة لعزلة العداني بمديرية ذي السفال إحدى مديريات محافظة إب في الجمهورية اليمنية، بلغ تعداد سكانها 26 حسب تعداد اليمن لعام 2004.